# لينارت سفينسون (مصارع رياضي)
لينارت سفينسون هو مصارع رياضي سويدي، ولد في 14 أغسطس 1950.

## وصلات خارجية
- لينارت سفينسون على موقع قاعدة بيانات المصارعة الدولية (الإنجليزية)
- لينارت سفينسون على موقع اللجنة الأولمبية الدولية (الإنجليزية)
- لينارت سفينسون على موقع أوليمبيديا (الإنجليزية)
- لينارت سفينسون على موقع اللجنة الأولمبية السويدية (السويدية)